# Hirschgasse (Heidelberg)

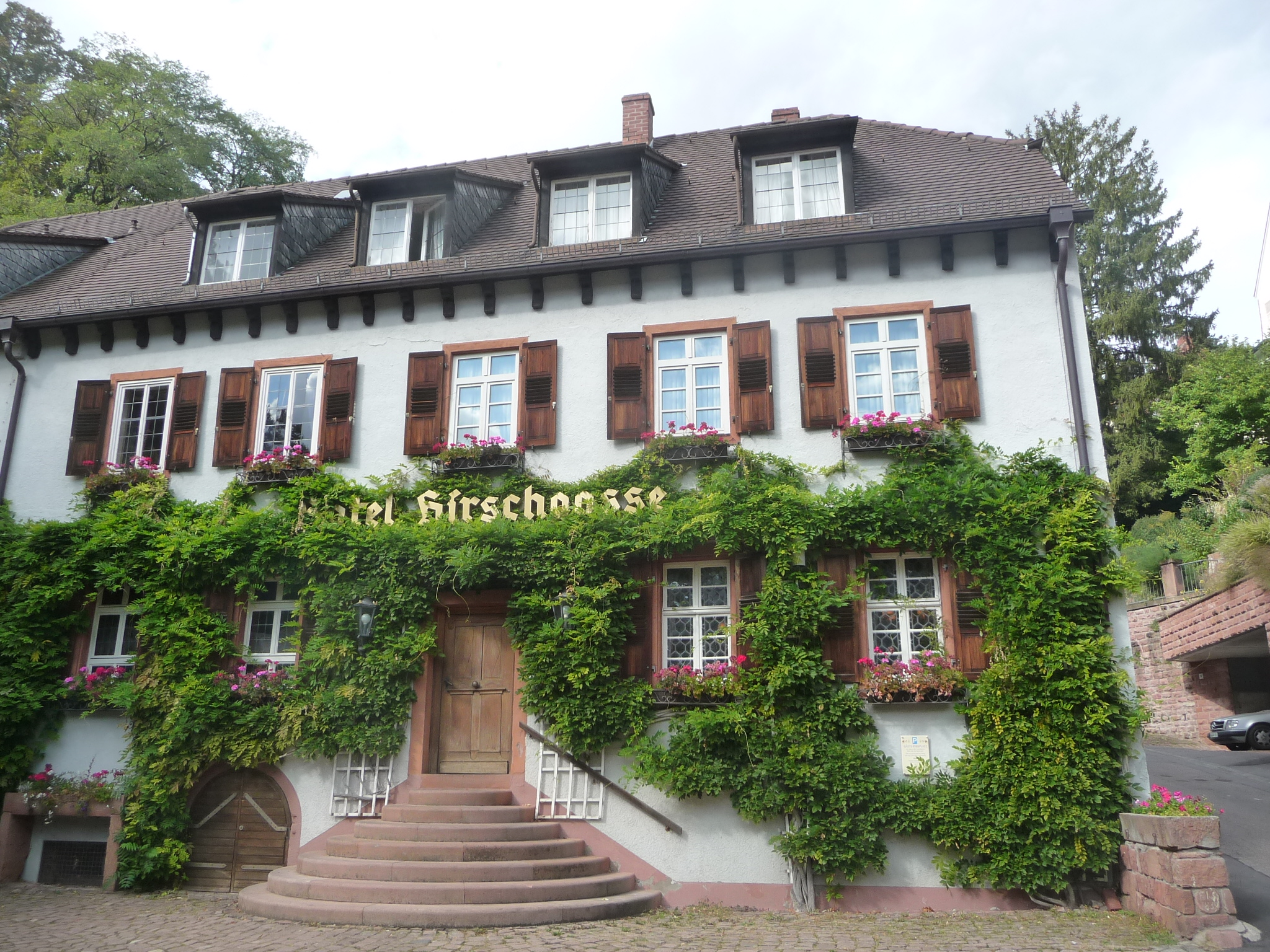
Hotel Hirschgasse

Die Hirschgasse ist eines der ältesten und bekanntesten Gasthäuser in Heidelberg. Bedeutung erlangte sie vor allem als langjähriges Pauklokal der dortigen schlagenden Studentenverbindungen.

## Geschichte
Das Hotel befindet sich an der Stelle eines einstigen Meierhofs des Klosters Lobenfeld. Dieser und die umliegenden Gebäude bildeten im hohen Mittelalter das Dorf Dagersbach, das auch über eine Mühle, eine Kirche und einen Friedhof verfügte. Das Dorf als Gemeinwesen ging im späten Mittelalter ein und die Gemarkung wurde Neuenheim zugeschlagen. Der Ort blieb jedoch besiedelt, und längs des Baches, der ebenso Dagersbach, aber auch Darisbach, Tarsbach und weitere ähnliche Schreibweisen genannt wurde und heute Schweinsbach heißt, sind auf alten Ansichten aus allen Zeiten seit Beginn der Darstellung Häuser zu finden.
1472 wird erstmals ein Garten am durch die Hirschgasse abfließenden Bach erwähnt, in dem Wein und Bier ausgeschenkt wurden. Das Anwesen wurde später durch den Besitzer des Gasthauses zum Goldenen Hirschen am Heidelberger Marktplatz übernommen, der dort um 1580 einen Garten mit Lusthaus und Fischweihern anlegen ließ. Nach seinem Eigentümer, dem Hirschwirt, wurde er Hirschgarten genannt. In späterer Zeit wurde der Besitz in ein kleineres, am Neckar gelegenes Wirtshaus Zum Hirschen und in das Gut im oberen Hirschgarten geteilt.

Die Hirschgasse um 1900

In der zweiten Hälfte des 18. Jahrhunderts kam der obere Hirschgarten mit dem dortigen Gut in den Besitz der aus Metz stammenden Gastwirtsfamilie Ditteney. Georg Adam Ditteney, der Stammvater der Heidelberger Familie, erwarb 1790 hierfür die Schildgerechtigkeit des Gasthauses zum Hirschen und erweiterte sein Gutshaus um einen Saalbau. Die Hirschgasse, wie das Haus bald hieß, wurde eines der beliebtesten Heidelberger Ausflugslokale. Als Georg Adam Ditteney 1835 starb, ging der Betrieb an seinen ältesten Sohn Joseph über, der ihn bis zu seinem Tod 1873 führte, zuletzt unterstützt von seiner ältesten Tochter, der früh verwitweten Elisabeth Dietz, die das Haus nach 1873 zunächst alleine weiterführte. 1901 wurde das Anwesen von der Familie verkauft.

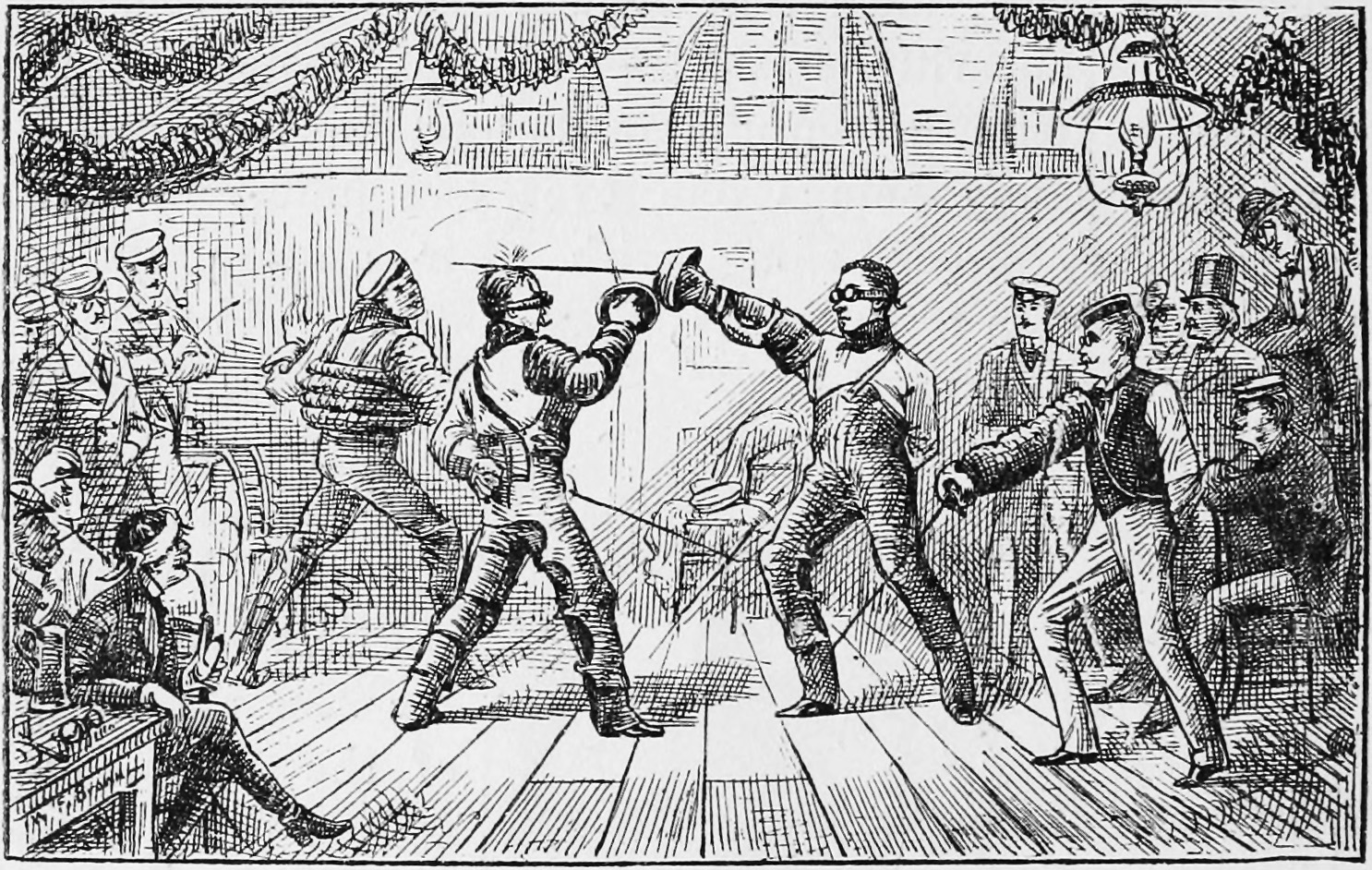
„The First Wound“ (Die erste Wunde), Illustration zu Mark Twains A Tramp Abroad, 1878/1880

Die Nutzung als Mensurlokal lässt sich seit der ersten Hälfte des 19. Jahrhunderts nachweisen. Anfangs wurde häufig noch im Wald bei der Hirschgasse gepaukt, später im großen Saal des Hauses selbst. Der Paukarzt Friedrich Immisch, der über Jahrzehnte die medizinische Betreuung der Kontrahenten übernahm, heiratete 1864 Klara Ditteney, die Tochter des Besitzers der „Hirschgasse“. Der amerikanische Autor Mark Twain beschrieb in seinem Werk A Tramp Abroad (deutsch: Bummel durch Europa) auch einen Mensurtag in der Hirschgasse, den er während seines Aufenthalts 1878 dort erlebte:

“One day in the interest of science my agent obtained permission to bring me to the students' dueling-place. We crossed the river and drove up the bank a few hundred yards, then turned to the left, entered a narrow alley, followed it a hundred yards and arrived at a two-story public house; we were acquainted with its outside aspect, for it was visible from the hotel. We went upstairs and passed into a large whitewashed apartment which was perhaps fifty feet long by thirty feet wide and twenty or twenty-five high. It was a well-lighted place. There was no carpet. Across one end and down both sides of the room extended a row of tables, and at these tables some fifty or seventy-five students were sitting.”

„Eines Tages erlangte mein Agent aus wissenschaftlichem Interesse die Erlaubnis, mich zu dem Mensurlokal der Studenten mitzunehmen. Wir überquerten den Fluss und fuhren das Ufer ein paar hundert Yards hinauf, dann bogen wir links ab, kamen in eine schmale Allee, folgten ihr hundert Yards und erreichten ein zweistöckiges Gasthaus; Wir waren mit seinem Anblick bereits vertraut, denn es war vom Hotel aus zu sehen. Wir gingen die Treppen hinauf und betraten einen großen, weißgestrichenen Saal, der vielleicht fünfzig Fuß lang, dreißig Fuß breit und zwanzig bis fünfundzwanzig Fuß hoch war. Der Raum war hell erleuchtet. Es gab keinen Teppich. An dem einen Ende und an den beiden Seiten des Raums erstreckte sich eine Reihe von Tischen, und an diesen Tischen saßen etwa fünfzig bis fünfundsiebzig Studenten.“

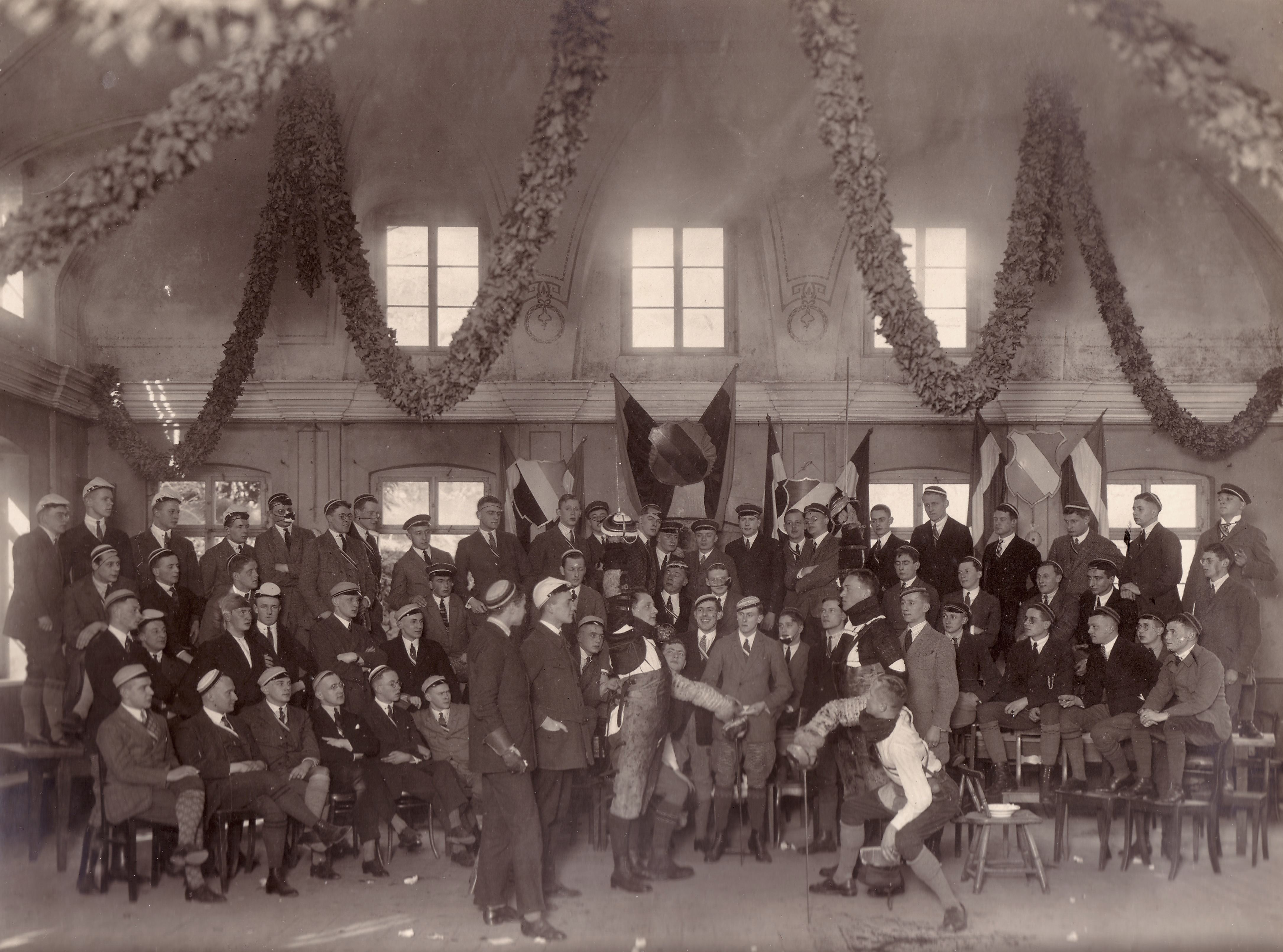
Mensur des Heidelberger SC auf der Hirschgasse, um 1925

Nach dem Ersten Weltkrieg wurde wegen des Mensurverbots in Baden die Hirschgasse als Pauklokal zeitweise durch Lokalitäten im hessischen Neckarsteinach ersetzt. Erst mit der Lockerung der Gesetzgebung im Sommersemester 1933 wurden die Mensurtage bis zur Auflösung der Korporationsverbände 1935/36 wieder regelmäßig in Heidelberg abgehalten.
Auch nach dem Zweiten Weltkrieg konnte zunächst nicht offen gefochten werden. Die ersten Mensuren fanden auf den Korporationshäusern statt. Erst allmählich kehrte der Paukbetrieb auf die Hirschgasse zurück. Nach einem Brand im Winter 1954 wurde das Innere des Gebäudes umgestaltet. Die Paukhalle wurde in einfacheren Formen wiederaufgebaut. Die letzte Mensur dort war 1979. Seither fechten die Korporationen der Heidelberger Interessengemeinschaft und des Heidelberger Senioren-Convents (SC) fast ausschließlich auf ihren Häusern.
Heute befindet sich hier das Hotel Hirschgasse mit Restaurant der gehobenen Gastronomie „Le Gourmet“. Die Gerichte werden unter anderem in der ehemaligen Mensurstube serviert. 2013 wurde die Küche des „Le Gourmet“ mit einem Michelin-Stern ausgezeichnet.
Das Gebäude steht unter Denkmalschutz.